# 利昂·邓恩
利昂·邓恩（英語：Leon Dunne，1975年3月7日—），澳大利亚男子游泳运动员。他曾代表澳大利亚参加2002年英联邦运动会游泳比赛，获得二枚金牌，均来自自由泳接力项目。